# Michael Vanthourenhout
Pour les articles homonymes, voir Vanthourenhout.
Michael Vanthourenhout est un coureur de cyclo-cross belge né le 10 décembre 1993 à Bruges. 

## Biographie
Il est le neveu du cycliste professionnel, Sven Vanthourenhout, courant comme lui, en cyclo-cross. Son grand frère, Dieter, pratique aussi le cyclo-cross.
En janvier 2015, il devient champion du monde de cyclo-cross espoirs.
Il est vice-champion du monde de cyclo-cross en 2018 derrière Wout van Aert.
Le 22 novembre 2020, il remporte sa première épreuve en Superprestige chez les séniors à Merksplas, 7 jours plus tard il remporte sa première manche de Coupe du monde à Tábor.
Le 19 décembre 2021, il gagne à Namur la 12e manche de la coupe du monde de cyclo-cross, devant Tom Pidcock et Toon Aerts.
Le 6 novembre 2022, toujours à Namur, il remporte le championnat d'Europe de cyclo-cross, et le 15 janvier 2023, à Lokeren, il devient champion de Belgique de cyclo-cross.
Le 5 novembre 2023, alors qu'il n'était pas favori, il remporte à Pontchâteau un deuxième titre de champion d'Europe, s'étant isolé en tête dès les premiers tours.
Lors de la saison 2024/2025, il remporte le classement général de la Coupe du monde en ayant notamment gagné les manches de Dublin et de Namur.

## Palmarès
- 2012-2013
  - Vlaamse Industrieprijs Bosduin espoirs, Kalmthout
  - Trophée Banque Bpost juniors #1 - GP Mario De Clercq, Renaix
  - Trophée Banque Bpost juniors #2 - Koppenbergcross, Audenarde
  - Superprestige juniors #8, Middelkerke
- 2013-2014
  -  Champion d'Europe de cyclo-cross espoirs
  - Coupe du monde  espoirs #1, Fauquemont
  -  Médaillé d'argent du championnat du monde de cyclo-cross espoirs
  - 3e de la Coupe du monde espoirs
- 2014-2015
  -  Champion du monde de cyclo-cross espoirs
  - Classement général de la Coupe du monde espoirs
    - Coupe du monde espoirs #1, Fauquemont

  - Classement général du Superprestige espoirs
    - Superprestige espoirs #6, Diegem

  - Trophée Banque Bpost espoirs #1, Renaix
  - Trophée Banque Bpost espoirs #2, Audenarde
  - Kermiscross, Ardooie
- 2015-2016
  - Parkcross Maldegem, Maldeghem
  - 4e du championnat d'Europe de cyclo-cross
- 2016-2017
  - Polderscross, Kruibeke
  - Grand-Prix de la Commune de Contern , Contern
  - 4e de la Coupe du monde
- 2017-2018
  -  Médaillé d'argent du championnat du monde de cyclo-cross
  - 4e du championnat d'Europe de cyclo-cross
  - 4e de la Coupe du monde
- 2018-2019
  - 3e du championnat de Belgique de cyclo-cross
  - 3e du Trophée des AP Assurances
  - 4e du championnat du monde de cyclo-cross
  - 4e du championnat d'Europe de cyclo-cross
- 2019-2020
  - Canyon Cross Race, Vittel
  - Ethias Cross - Berencross, Meulebeke
  - 2e du Trophée des AP Assurances
  - 3e de la Coupe du monde
  - 4e du championnat d'Europe de cyclo-cross
  - 6e du championnat du monde de cyclo-cross
- 2020-2021
  - Coupe du monde de cyclo-cross #1, Tábor
  - Superprestige #4, Merksplas
  - EKZ CrossTour #2, Berne
  -  Médaillé d'argent du championnat d'Europe de cyclo-cross
  - 3e du championnat de Belgique de cyclo-cross
  - 3e de la Coupe du monde
  - 3e du Superprestige
  - 3e du X²O Badkamers Trofee
  - 6e du championnat du monde de cyclo-cross
- 2021-2022
  - Coupe du monde de cyclo-cross #12, Namur
  - X²O Badkamers Trofee #8, Bruxelles
  - Ethias Cross - Berencross, Meulebeke
  - Ethias Cross - Waaslandcross, Saint-Nicolas
  - 2e de la Coupe du monde
  -  Médaillé de bronze du championnat d'Europe de cyclo-cross
  - 3e du X²O Badkamers Trofee
  - 4e du championnat du monde de cyclo-cross
- 2022-2023
  -  Champion d'Europe de cyclo-cross
  -  Champion de Belgique de cyclo-cross
  - Coupe du monde de cyclo-cross #6, Overijse
  - Coupe du monde de cyclo-cross #10, Val di Sole
  - Exact Cross - Polderscross, Kruibeke
  - Exact Cross - Berencross, Meulebeke
  - Parkcross Maldegem, Maldeghem
  - 2e de la Coupe du monde
  - 3e du Superprestige
  - 3e du X²O Badkamers Trofee
  - 5e du championnat du monde de cyclo-cross
- 2023-2024
  -  Champion d'Europe de cyclo-cross
  - Hexia Cyclocross Gullegem, Gullegem
  - Exact Cross #5, Zonnebeke
  - Exact Cross #7, Saint-Nicolas
  -  Médaillé de bronze du championnat du monde de cyclo-cross
  -  Médaillé de bronze du championnat du monde de cyclo-cross en relais mixte
  - 3e du championnat de Belgique de cyclo-cross
  - 3e du X²O Badkamers Trofee
- 2024-2025
  - Classement général de la Coupe du monde : 
    - Coupe du monde de cyclo-cross #2, Dublin
    - Coupe du monde de cyclo-cross #4, Namur

  - Kermiscross, Ardoye
  - X²O Badkamers Trofee #4, Herentals
  - X²O Badkamers Trofee #8, Bruxelles
  - 3e du Superprestige
  - 7e du championnat du monde de cyclo-cross
  - 10e du championnat d'Europe de cyclo-cross

### Classements
| Épreuve / Édition       | 2015/2016 | 2016/2017 | 2017/2018 | 2018/2019 | 2019/2020 | 2020/2021 | 2021/2022 | 2022/2023 | 2023/2024 | 2024/2025 |
| Championnat du monde    | 12e       | 17e       | 2e        | 4e        | 6e        | 6e        | 4e        | 5e        | 3e        | 7e        |
| Coupe du monde          | 14e       | 4e        | 4e        | 8e        | 3e        | 3e        | 2e        | 2e        | 11e       | 1er       |
| Superprestige           | 23e       | 29e       | 9e        | 6e        | 8e        | 3e        | 13e       | 3e        | 4e        | 3e        |
| Trofee veldrijden       | 6e        | 3e        | 10e       | 3e        | 2e        | 3e        | 3e        | 3e        | 3e        | 6e        |
| Championnat d'Europe    | 4e        | -         | 4e        | 4e        | 4e        | 2e        | 3e        | 1er       | 1er       | 10e       |
| Championnat de Belgique | 4e        | 7e        | 6e        | 3e        | 7e        | 3e        | 6e        | 1er       | 3e        | 9e        |